# Kurbads
Kurbads est un héros de la mythologie lettone,. 
Fils d'une jument, Kurbads est surnaturellement fort et bat les géants à trois, six et neuf têtes. Ensuite, il descend dans le monde souterrain pour libérer les trois filles du roi. Il y bat trois diables, libère les filles, mais ne peut plus remonter, car une sorcière a coupé la corde menant à la surface. Alors, il continue à errer dans les ténèbres où il tombe sur Sumpurnis - une créature humanoïde maléfique avec le torse d'homme et la tête de chien, une sorte de lycanthrope. Kurbads l'affronte et libère l'oiseau géant que Sunpurnis déténait prisonnier. L'oiseau l'emmène à la surface. Kurbads épouse la fille du roi et s'installe pour vivre dans un palais de diamants. Cependant, la sorcière est toujours après lui. Un jour, lorsque Kurbads s'est assoupi, elle change sa boisson en potion qui lui fait perdre sa force. Kurbad perd sa force pendant un an, il est donc obligé de servir le Diable pendant un an jusqu'à ce qu'il arrive finalement à la vaincre. Cependant, après quelques années heureuses, la sorcière-serpent incite neuf dirigeants des royaymes voisins à s'attaquer à Kurbads, et dans une bataille inégale le géant ennemi blesse Kurbads à l'épaule, la sorcière-serpent crache de la bile mortelle dans sa blessure, et Kurbads, ayant réussi à tuer le géant, meurt.